# Dicellostyles axillaris
Dicellostyles axillaris är en malvaväxtart som först beskrevs av Thw., och fick sitt nu gällande namn av George Bentham. Dicellostyles axillaris ingår i släktet Dicellostyles och familjen malvaväxter. Inga underarter finns listade i Catalogue of Life.